# Cantate festive (Bruckner)
La Fest-Kantate Preiset den Herrn, WAB 16, est une cantate festive composée par Anton Bruckner en 1862 pour la célébration de la pose de la première pierre la nouvelle cathédrale de Linz.

## Historique
Pour célébrer la pose de la première pierre de la nouvelle Mariä-Empfängnis-Dom (La cathédrale de l'Immaculée Conception) de Linz, Monseigneur Franz-Josef Rudigier demanda à Bruckner de composer une cantate. Bruckner y répondit avec enthousiasme par la composition de la Cantate festive Preiset den Herrn (Louez le Seigneur), sur un texte du théologien Maximilien Pammesberger. 
Le 1er mai 1862, la première pierre fut posée. Pour célébrer l'événement, la cantate fut exécutée par la Liedertafel Frohsinn, quelques autres chanteurs invités et la fanfare du 13e régiment d'infanterie « Freiherr von Bamberg », sous la baguette de Engelbert Lanz,,,.
La Cantate festive, WAB 16, est la première grande œuvre religieuse, que Bruckner a composée après son intense période d'étude auprès de Sechter. Elle sera suivie un an plus tard par le Psaume 112 (1863), et à nouveau un an plus tard par la cantate profane Germanenzug et la première grande messe, la Messe n° 1 en ré mineur (1864).
La Cantate festive a été exécutée par Theodor Guschlbauer le 9 septembre 1980 lors de la Brucknerfest. Un enregistrement de cette exécution est disponible dans la Bruckner archive. La Cantate a été aussi interprétée le 10 juin 2022 lors d’un concert pour célébrer le 85e anniversaire de Neeme Järvi.
Le manuscrit de la cantate est archivé à l'Épiscopat de Linz. Un fac-similé a d'abord été publié dans le Volume III/2, pp. 197-216 de la biographie Göllerich/Auer. Une réduction pour chœur et piano, a ensuite été éditée par Doblinger en 1955. La partition originale est éditée dans le Volume XXII/2, no 6 de la Bruckner Gesamtausgabe.

## Texte
La cantate utilise un texte du théologien Maximilien Pammesberger.
| Preiset den Herrn, Lobsinget seinem heiligen Namen! Grund und Eckstein bist du, Herr, Deiner Kirche groß und hehr. Thaue deine Kraft und Stärke Ueber Fundament und Stein, Die wir zu dem heil’gen Werke Weihend senken ein. Preiset den Herrn, Maria preiset, Ohne Mackel empfangen! Aus der Erde Schooß Wächst der Bau Riesengroß In des Himmels Blau. Das ist der Unbefleckten Haus, Drin öffnet sich die Gnadenquelle, Und strömet reich und helle Ins Land hinaus. Des Landes Stämme wallen fromm Aus allen Gauen zu dem Dom Von unsrer lieben Frauen; Sie grüßen sie viel tausendmal Und schöpfen Heil im Gnadensaal Durch Glauben und Vertrauen. Preiset den Herrn, Lobsingt seinem heiligen Namen, Maria preiset, Die mächtige Helferin. Amen. | Louez le Seigneur, Chantez la louange de son saint nom ! Seigneur, tu es le fondement et la pierre angulaire De ta grande et noble église. Met ta puissance et ta force Dans cette pierre de fondation, Que nous descendons dévotement Dans ce saint ouvrage ! Louez le Seigneur, louez la Vierge Marie, L'Immaculée Conception ! Du sein de la terre Le bâtiment monte Grandissant Vers le bleu du ciel. C'est la maison de l'Immaculée, Dans laquelle la source de grâce Jaillit et coule riche et pure Dans tout le pays. Les habitants de tous les districts du pays Viennent en dévot pèlerinage à la cathédrale De la Sainte Vierge ; Ils la saluent mille fois Et trouvent le salut dans ce lieu de grâce Par la foi et la confiance. Louez le Seigneur, Chantez la louange de son saint nom, Louez la Vierge Marie, La puissante médiatrice. Amen. |

## Composition
L'œuvre de  241 mesures en ré majeur, est conçue pour chœur d'hommes, quatuor de solistes, soliste basse et orchestre d'harmonie (2 flûtes, 2 hautbois, 4 clarinettes, 2 bassons, 4 cors, 3 trompettes, 3 trombones, 1 tuba basse et timbales). Elle est en huit courtes parties :
1. Chœur d'ouverture : "Preiset den Herrn", en ré majeur, finissant en fa dièse mineur – Bewegt, doch nicht zu schnell
2. Aria : "Taue deine Kraft und Stärke", la majeur, finissant en fa dièse majeur – quatuor des solistes a cappella, suivi d'une répétition par le chœur avec les bois (flûte, clarinette et basson) – Langsam, bittend
3. Chœur de transition : "Preiset den Herrn", en ré majeur – Bewegt, nicht zu schnell
4. Arioso : "Aus der Erde Schoß", sol majeur – soliste basse – Langsam, nicht schleppend
5. Aria : "Das ist der Unbefleckten Haus", mi bémol majeur – quatuor des solistes a cappella avec répétition - Langsam bewegt
6. Prélude : par instruments à anche (clarinettes et bassons) - transition de mi bémol majeur à sol majeur
7. Choral : "Des Landes Stämme wallen fromm", a cappella, sol majeur
8. Chœur final : "Preiset den Herrn", ré majeur – bewegt, nicht zu schnell

Durée totale: 10 à 13 minutes.
Le chœur d'ouverture avec son saut d'octave initial à l'unisson, comme au début de l'Ouverture en sol mineur, et sa réminiscence de la Cantate pour Michael Arneth est majestueux et solennel. Par la suite, il évolue dans un fugato sur "Grund und Eckstein bist du, o Herr". Pour assurer l'unité de l'œuvre le solennel chœur d'ouverture est répété deux fois, dans les troisième et huitième parties.
Preiset den Herrn … demonstrates Bruckner’s primary concerns at the time of composition – form and orchestration. His interest in form is reflected in the closely related melodies, repetition of motives among the movements, and especially in the finale, which sums up the entire composition, by making reference to much of what has preceded it. … The contrast of full ensemble with a variety of smaller groups is convincing, and Bruckner has made effective use of the timbral resources available to him. … Bruckner’s chord and key choices are often surprising and indicate that has was developing much more confidence in his unorthodox harmonic ideas.
Traduction : Preiset den Herrn … démontre les premières préoccupations de Bruckner à l’époque de sa composition : la forme et l’orchestration. Son intérêt dans la forme se traduit par les mélodies étroitement apparentées, la répétition de motifs dans les différents mouvements et particulièrement dans le finale, qui résume l’entièreté de la composition en faisant référence à une bonne partie de ce qui a précédé. … Le contraste de l’ensemble des exécutants avec divers plus petits groupes est convaincant et Bruckner a fait une utilisation efficace des timbres mis à sa disposition. … Ses choix des accords et des tonalités sont souvent surprenants et indiquent qu’il était en train de développer une plus grande confiance en ses conceptions harmoniques inorthodoxes.

## Discographie
Un enregistrement commercial en pleine conformité avec la partition originale, telle qu'éditée par la Bruckner Gesamtausgabe, est encore toujours attendu. 
Parmi les sept enregistrements commerciaux, l'exécution live de Fiala avec addition de trombones lors de la répétition de la partie 2 par le chœur (mesures 70–82) – est le plus en accord avec la partition originale. L'enregistrement live de Kerbl – sans tuba et avec accompagnement d'orgue dans les parties 2, 5 et 7 – est, selon Hans Roelofs, aussi une exécution convaincante.
La Cantate festive a fait l'objet de plusieurs adaptations : pour chœur avec accompagnement d'orgue, pour choeur mixte avec un texte différent, etc.
Les deux enregistrements par Track suivent ses propres adaptations, une pour chœur d'hommes (1990), l'autre en tant que Festkantate zur Weihnacht (cantate festive de Noël) pour choeur mixte avec le texte Herbert Vogg "Ehre sei Gott in der Höhe" (1996),.
Dans la version pour chœur  d'hommes, l'Arioso (partie 4) est ignoré. Les parties 2 et 5 sont accompagnées par l'orgue, la partie 7 est chantée a cappella.
Dans la version pour chœur mixte (Festkantate zur Weihnacht), la partie 4 est chantée par les voix d'hommes avec instruments originaux, les parties 2, 5 – transposée en do majeur – et 7 sont chantées par le chœur tout entier avec accompagnement d'orgue. L'utilisation des voix de femmes et l'accompagnement d'orgue rend cette adaptation plus fluide que la version originale.
- Martin L. Fiala, Steyrer Männergesang-Verein Sängerlust et Bläserkreis Oberösterreichischer Landesmusikschullehrer, Festkonzert – CD : Ensemble Electronique EE-004CD, 1994 (Live)
- Thomas Kerbl, Männerchorvereinigung Bruckner 08, Ensemble Linz, Philipp Sonntag (Orgue), Anton Bruckner, Männerchöre – CD : Bruckner Haus LIVA027, 2008 (Live)
- Gerhard Track, Wiener Männergesang-Verein, Wiener Schubertbund, Slovak Radio Symphony Orchestra, Manfred Schiebel (Orgue), Ausgewählte Chorwerke – CD publié par le Wiener Schubertbund, 1990 (Live)
- Gerhard Track, Chœur et Orchestre Symphonique du conservatoire de Vienne, Manfred Schiebel (Orgue), Gerhard Track dirigiert Anton Bruckner – CD : PMI Records-USA PMI 20105, 1996 (Live)

## Sources
- August Göllerich, Anton Bruckner. Ein Lebens- und Schaffens-Bild, c. 1922  – édition posthume par Max Auer, G. Bosse, Ratisbonne, 1932
- Anton Bruckner – Sämtliche Werke, Band XXII/2: Kantaten und Chorwerke II (1862-1893), Musikwissenschaftlicher Verlag der Internationalen Bruckner-Gesellschaft, Franz Burkhart, Rudolf H. Führer et Leopold Nowak (Éditeurs), Vienne, 1987 (Aussi sur IMSLP: Neue Gesamtausgabe, XXII/2. Kantaten und Chorwerke Teil 2: Nr. 6-8)
- John Williamson, The Cambridge Companion to Bruckner, Cambridge University Press, Cambridge, 2004.  (ISBN 0-521-80404-3)
- Cornelis van Zwol, Anton Bruckner - Leven en Werken , Thot, Bussum (Pays-Bas), 2012.  (ISBN 90-686-8590-2)
- Uwe Harten, Anton Bruckner. Ein Handbuch. Residenz Verlag, Salzbourg, 1996.  (ISBN 3-7017-1030-9).
- Crawford Howie, Anton Bruckner - A documentary biography, édition révisée en ligne